# Еднання
Еднання (укр. Єднання; до 2024 года — Чкалово) — село,
Подгоринский сельский совет,
Полтавский район (Полтавская область),
Полтавская область,
Украина.
Код КОАТУУ — 5321885806. Население по переписи 2001 года составляло 190 человек.

## Географическое положение
Село Чкалово находится в 3-х км от города Полтави, в 1,5 км от села Подгора.